# Mont Gordon
El Mont Gordon (en anglès Mount Gordon) és un con d'escòria que es troba a les muntanyes Wrangell, a l'est de l'estat d'Alaska, als Estats Units. S'eleva fins als 2.755 msnm. Està situat entre la glacera Nabesna i l'estratovolcà mont Drum. És el més destacat d'un grup de cons d'escòria del Plistocè i Holocè, la majoria dels quals tenen menys de 100 metres d'alçada. Es desconeix l'edat exacta del Mont Gordon.